# 岸本紘
岸本 紘（きしもと ひろし、1945年 - ）は日本の牧師。

## 経歴
日本イエス・キリスト教団の牧師岸本頌三の子供として、大阪に生まれる。1969年東京外国語大学ドイツ語学科卒業。大学生時代は津村俊夫と同じ教会に出席した。1971年聖書神学舎を卒業する。1974年日本イエス・キリスト教団垂水教会の副牧師に就任する。1976年、米国のトリニティ神学校に留学するために辞任する。
帰国後、1980年に三浦綾子夫妻の自宅の寄付によって始まった旭川めぐみ教会に赴任する。その関係で旭川で、三浦綾子と親交を結ぶ。1986年5月の上沼昌雄の後任として、川越聖書教会の牧師に就任する。母校の聖書宣教会でも教鞭をとった（新約釈義、説教演習、組織神学などを担当）。
2003年に出版された新改訳聖書の第三版の改訂作業の際、委員長として中心的な役割を果たした。

## 訳書
- ウィルヘルム・ブッシュ「365日の主」
- レオン・モリス「聖霊論」